# Луций Фабий Юст
Луций Фабий Юст (на латински: Lucius Fabius Iustus; * 69; † 105) e политик и генерал на Римската империя.
Фабий Юст е добър приятел с Тацит и Плиний Млади, генерал под Траян, след това претор на провинция и накрая легат.
Фабий Юст има нормалния cursus honorum. През 96/ 97 г. e легат на легион, през 102 г. става суфектконсул. През 103/ 104 г. е номиниран за легат на провинция Долна Мизия (105 – 108). През Втората дакийска война на Траян през 105 г. атакува даките на Децебал. От 108/109 до 112 г. e легат в Сирия.
Книгата на Тацит „Диалог“ е написана за него. Плиний пише също за него.